# Järnvägsolyckan i Kerang

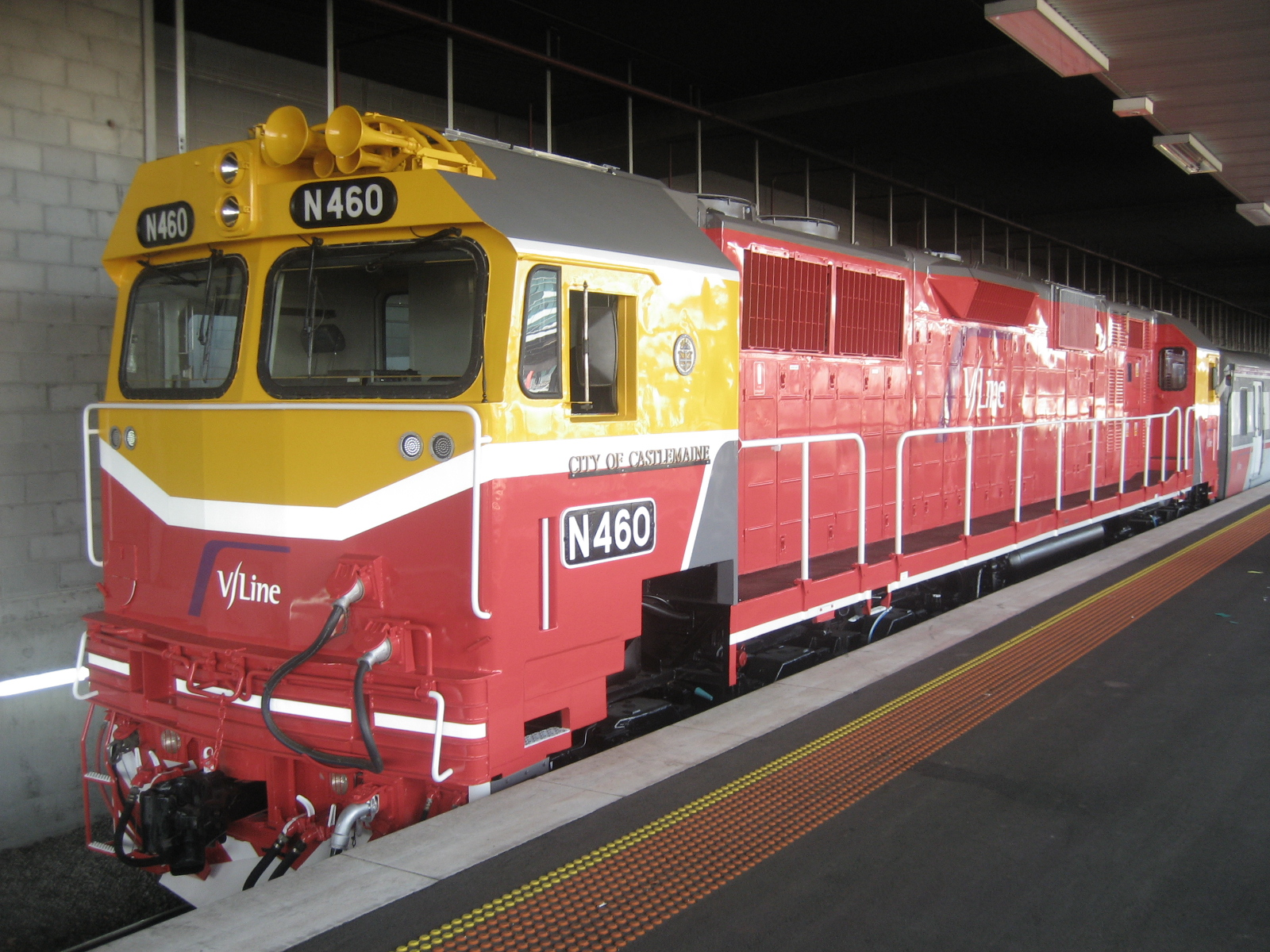
Loket N460 drog olyckståget och syns året efter olyckan med en ny färgsättning.

Järnvägsolyckan i Kerang inträffade klockan 13.34 den 5 juni 2007 i Kerang i Victoria i Australien då en tung lastbil körde in i ett fjärrtåg vid en plankorsning. Elva personer omkom och ytterligare fjorton skadades, varav åtta fick allvarliga skador, då två personvagnar penetrerades och blev delvis sönderrivna av lastbilen. Olyckan är den värsta järnvägsolyckan i Australien sedan järnvägsolyckan i Granville som inträffade 1977. Under räddningsinsatsen efter olyckan kom fyra ambulansluftfarkoster till användning. Vållande till olyckan var lastbilsföraren som inte hade stannat vid korsningen. Lastbilsföraren blev två år efter olyckan förklarad oskyldig till samtliga 19 anklagelsepunkter i domstolen. Som en följd av olyckan flaggade delstatens regering för en plan till att öka säkerheten vid cirka 200 plankorsningar i Victoria.

## Olycksplatsen
Orten Kerang ligger cirka 290 kilometer nordväst om delstatens huvudstad Melbourne. Olyckan inträffade vid en plankorsning cirka sex kilometer nordväst om Kerang, där järnvägen Swan Hill Railway Line korsar landsvägen Murray Valley Highway i en plankorsning. Järnvägsbanan sträcker sig från Bendigo till Swan Hill och invigdes mellan 1882 och 1890. Sträckan vid olycksplatsen, mellan Kerang och Swan Hill, invigdes 30 maj 1890. Vid tiden för olyckan trafikerades järnvägsbanan av två persontåg i vardera riktning per dygn. Landsvägen vid olycksplatsen utgör även en förbindelse mellan Kerang och Swan Hill. Tre år innan olyckan, under april 2004, trafikerades landsvägen nära olycksplatsen av cirka 2 316 fordon i vardera riktning vardera dygn. Det uppskattades att 25 procent av alla fordon som trafikerade landsvägen var lastbilar med en axeltryck på över 4,5 ton.
Vid tiden för olyckan utgjordes plankorsningens vägskyddsanläggning av ljussignal i form av blinkande röda ljus, ljudsignal i form av varningsklockor, vägskyltar bredvid vägen samt vägmarkeringar på vägytan. Vägskyddsanläggningen uppfyllde i stor del kraven i den för tiden gällande standarden "Australian Standard 1742.7-2007", och eventuella avvikelser från standarden bedömdes som obetydande för olyckan av delstatens transporthaverikommission. 

### Tidigare olyckor vid plankorsningen
I maj 1993 omkom en bilist som hade stannade vid plankorsningen som ett persontåg närmade sig då dennes bil blev påkörd av en lastbil. Olyckan kategoriserades inte som järnvägsolycka då ett tåg inte orksade olyckan. Myndigheten Public Transport Safety Victorias statistik tydde på att det tidigare bara förekommit en dödsolycka vid plankorsningen och denna inträffade år 1995. Public Transport Safety Victorias statistik tydde dock på att det hade skett sex olyckstillbud mellan tåg och vägfordon mellan december 2005 och juli 2006. Antalet olyckstillbud fick persontågsoperatören V/Line att skriva till polisen, kommunen och dåvarande banförvaltaren, som i sin tur vidtog olika åtgärder. Banförvaltaren kontrollerade i november 2006 plankorsningen mot Australian Level Crossing Assessment Model och till följd av detta placerades den som nummer 140 på en interimlista över 143 plankorsningar som ansågs som prioriteringsfall för uppgradering i Victoria. Till följd av tillbuden föreslogs det september 2006 att upprusta vägskyddsanläggningen med lysdioder som ersättning för de befintliga glödlampor. På grund av plankorsningens låga ALCAM-betyg uppstod det en tvist mellan banförvaltaren och banägaren om vem som ansvarade för upprustningen, och ingen upprustning hade skett vid tiden för olyckan.

## Händelseförlopp
Fjärrtåget, som kördes av V/Line, bestod av ett diesellok (N460) och tre personvagnar (sätt N7) och hade tågnummer 8042. Det avgick från Swan Hill klockan 13.00 mot Melbourne. Trettio minuter och drygt 25 sekunder senare, innan tåget nådde plankorsningen på landsvägen Murray Valley Highway, började plankorsningsanläggningen att fungera med blinkande röda ljus och ljudsignal. Samtidigt som fjärrtåget närmade sig plankorsningen kom en tung lastbil, bestående av en dragbil och ett släpfordon med en sammanlagd vikt på 34,6 ton, körandes längs landsvägen i riktning mot plankorsningen. Lokföraren använde signalhornet när han märkte att lastbilen möjligtvis inte skulle stanna vid korsningen. Lokföraren fortsatte signalera ända tills lastbilen krockade med tåget.
I 100-zonen efter Kerang ställdes lastbilens farthållaren till mellan 100 och 103 km/h, och körde mot plankorsningen. När den kom till korsningen höll lastbilen fortfarande cirka 100 km/h, och började bromsa först då den var cirka 50 meter från korsningen. Ungefär samtidigt som lastbilsföraren började bromsa försökte han även att svänga undan. Lastbilens hastighet var cirka 60 km/h när den krockade med den andra och tredje personvagnen på tåget, där alla de omkomna befann sig. Lastbilen, som efter svängen  färdades i tågets motsatta riktning, trängde in i personvagn BRN20 (som var den andra personvagnen i tåget), och detta gjorde att ett antal stolar med passagerare sveptes bort av lastbilen. Sex personer satta längs vagnens högersida omkom omedelbart när stolarna sveptes bort. En stor del av vagnkorgen på BRN20:s A-sida revs sönder av lastbilen. Lastbilen krockade även med BRN20:s andra boggi och detta betraktades av utredare från delstatens transporthaverikommission som den sannolika orsaken till att boggin, och även vagnen, spårade ur. Krafterna som uppstod vid krocken mellan lastbilen och boggin bedömdes även att vara den sannolika orsaken till att en räls bröts under olyckan. Kort efteråt träffades tågets tredje personvagn, BN19, av lastbilen med så stor kraft att ett koppel på BRN20 gick sönder. Till följd av detta bröts tåget isär och tågets bromsar aktiverades automatiskt. Kort därefter inleddes nödbromsning av lokföraren. Även vagnen BR19 penetrerades av lastbilen och blev delvis sönderriven. En passagerare i BR19 träffades av släpvagnens kylmaskin, som hade slitit av släpvagnen under olyckan, och omkom omedelbart.

## Räddningsinsats

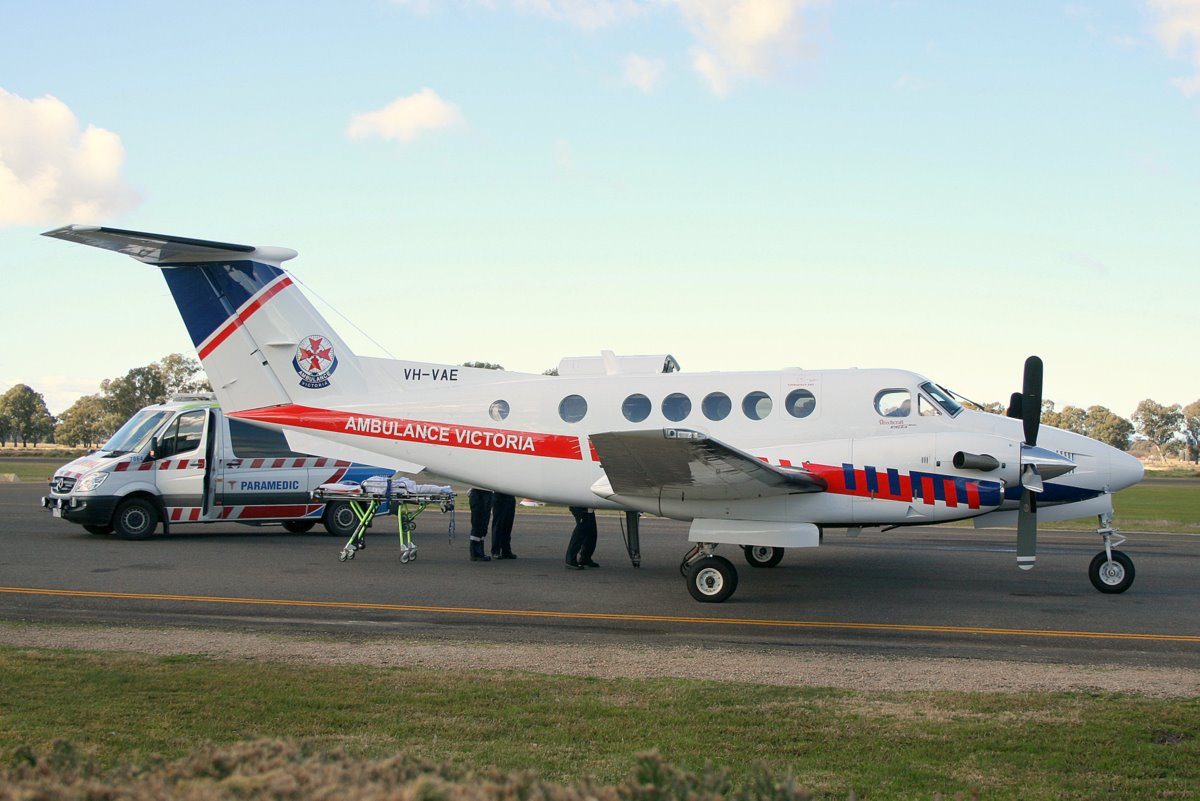
Ett ambulansflygplan och ambulansfordon i Victoria. Under räddningsinsatsen kom två ambulansflygplan till användning.

Cirka åtta sekunder efter olyckan hade en privatperson ringt nödsamtal och ytterligare fyra privatpersoner ringde till alarmeringscentralen under de följande två minuterna. Även fjärrtågklareraren ringde till alarmcentralen sedan lokföraren hade underrättat om olyckan. Klockan 13.37 skickades en ambulans från Kerang, och denna kom till olycksplatsen cirka tre minuter senare. Vid tiden ambulansen anlände hade ytterligare två passagerare mist livet. Klockan 13.38 larmades ut den första polispatrullen till platsen från Kerang, och anlände cirka fyra minuter senare. Ungefär samtidigt hade ett ambulansfordon från Cohuna, cirka 35 kilometer bort, larmats ut. På grund av leran vid olycksplatsen, där en polisbil som försökte köra mot tåget hade fastnat, beslutades det att inte försöka köra ambulanser till tåget. I samband med beslutet etablerades en samlingspunkt för skadade på vägen.
Sexton minuter efter olyckan, klockan 13.50, befann sig fem poliser, två ambulansvårdare och en sjuksköterska på plats. Ytterligare cirka tio poliser, nio ambulansvårdare, en ambulanshelikopter och ett ambulansflygplan färdades mot olycksplatsen. Två minuter senare anlände två utryckningsfordon från Country Fire Authority, och tre minuter senare var även en enhet med fyra person från State Emergency Service på plats. Medlemmar i State Emergency Service-enheten skar bort stolar som omgav en person med svåra skador, innan denna bars till samlingspunkten. På sin väg från tåg till samlingspunkten avled personen i hjärtinfarkt, och blev därmed den tionde att mista livet i olyckan. På grund av personens skador hade dennes prognos bedömts som dålig och coronern menade att räddningsinsatsen inte bidrog till dennes död.
Ungefär klockan 14.25 märktes det att en person som låg under en hög stolar, och som antagits vara död, var vid liv. Efter att personen hade tagits ur vraket, bars han till samlingspunkten där det bestämdes att föra honom till Kerang Airport för att sedan flyga mot Melbourne. Flygplanet landade i Melbourne klockan 16.03 och personen kördes med ambulans till sjukhuset Royal Melbourne Hospital. Under ambulansfärden märktes det att personen hade börjat lida av ventilerad pneumothorax, och detta behandlades av vårdaren. Ambulansen ankom till sjukhuset klockan 16.44, vid denna tid  utfördes hjärt-lungräddning för att hålla personen vid liv då han också led av hjärtinfarkt, men det gick inte att rädda livet av honom. Coronern var kritisk mot beslutet att flyga personen till Melbourne med flygplan och menade att det inte gick att utesluta att flygfärden hade förorsakat hans ventilerade pneumothorax.
Tågets besättning tog hand om passagerarna från olyckstillfället till cirka två timmar efter olyckan. Besättningen hindrades dock av att tågets förbandslådor inte innehöll allt som behövdes för att ta hand om alla skador som uppkommit vid olyckan. Cirka 90 minuter efter olyckan kom den första ambulanshelikopter för att transportera svårt skadade personer till Melbourne för sjukhusvård. Under räddningsinsatsen utnyttjades två ambulanshelikoptrar och två ambulansflygplan.
Brandkårens mobila kommunikationscentral ankom klockan 16.04. En mobil polisledningscentral kom till platsen klockan cirka 16.30, vid denna tid hade samtliga passagerare forts bort, men utredningen var pågående.

### Kritik
Räddningsinsatsen fick kritik från ett antal personer med olika klagomål, där några av dessa lades fram i samband med coronerns utredning av olyckan. Under utredningen konstaterades det att beslutet att flyga en man från olycksplatsen till Melbourne med ambulanshelikopter kunde bidragit till dennes död. Detta motbevisades dock under samma utredning, där det menades att även om olyckan hade inträffat i Melbourne var det osannolikt att mannen skulle överlevt. En passagerare ombord på tåget hävdade att ambulansvårdarna avstod från att ta hand om de skadade och döende på tåget i en halvtimme efter att de ankom till olycksplatsen. Detta påstående styrktes av en privatperson som bodde nära olycksplatsen. Passagerarens påstående styrktes dock inte av utsagor från ambulansvårdare, inte heller av tågets konduktör som tyckte räddningsarbetarna var lysande. En ambulansvårdare som var på olycksplatsen medgav dock att ett antal ambulansfordon inte kunde köras till personvagnarna eftersom det var risk att ambulansfordonen skulle fastna i leran vid olycksplatsen.

## Efter olyckan
Landsvägen förbi olycksplatsen öppnades åter den 8 juni 2007, tre dygn efter olyckan, men det gick inte att återuppta järnvägstrafiken förrän den 12 juni 2007. Nästan tre veckor efter olyckan, den 25 juni 2007, kom delstaten ut med planer för att öka säkerheten vid järnvägskorsningar i Victoria. Åtgärderna som annonserades i planerna hade ett sammanlagt värde på 33,2 miljoner australiska dollar (drygt 230 miljoner SEK). Planerna omfattade uppgraderingen av ungefär 200 plankorsningar i olika omfattningar, där 53 plankorsningar skulle uppgraderas med varningsskyltar med blinkande ljus medan andra skulle förses med bullerfält på vägen strax innan korsningen för att uppmärksamma bilister att de närmar sig en plankorsning. Planerna inkluderade även pengar för att uppdatera delstatens järnvägskorsningssäkerhetskampanj Don't risk it!. Den 29 juni 2007, drygt tre veckor efter olyckan, hölls en minnestjänst i domkyrkan St Patrick’s Cathedral i Melbourne på delstatens bekostnad.
Plankorsningen vid olycksplatsen uppgraderades under oktober 2007 då den försågs med bommar, automatiska varningsskyltar (som står cirka 250 m på vardera sida av korsningen för att uppmärsksamma bilister när ett tåg närmar sig), bullerfält med mer. Uppgraderingen fullbordades den 25 oktober 2007 och kostade 550 000 australiska dollar (drygt 3,8 miljoner SEK).
År 2009 stod lastbilsföraren inför Victorias högsta domstol i Bendigo. Efter en rättegång som pågick i tre veckor förklarades lastbilsföraren oskyldig till elva anklagelsepunkter av "culpable driving causing death" (ungefärligt "vållande till annans död genom olaglig körning") och även oskydlig till åtta anklagelsepunkter av "negligently causing serious injury" (ungefärligt "grovt vållande till kroppsskada genom vårdslöshet i trafik"). Detta domslut både väckte ilska och chockade överlevande från olyckan.

## Orsak
Olyckan vållades av att lastbilsföraren inte stannade vid plankorsningen som tåget närmade sig. Delstatens transporthaverikommission kunde inte fastställa varför lastbilsföraren inte stannade eftersom han vägrade att tala med utredarna. Haverikommissionen kunde dock visa att plankorsningsanläggningen fungerade som avsett vid tiden för olyckan och att lastbilsföraren borde kunnat se de blinkande ljusen minst 260 meter bort, ett avstånd som lätt skulle räcka för att stanna lastbilen innan den kom till korsningen. Två poliser som ryckte ut till olyckan uppgav att ljusen var synliga mellan 300 och 1 000 meter före korsningen. När frågade varför han inte såg plankorsningsljusen svarade lastbilsföraren "jag väntade mig inte det, som sagt har jag åkt den vägen i sju år och aldrig sett ljusen tända. Aldrig... Vad dumt." Utöver att plankorsningsanläggningen fungerade som avsett, bedömdes det av haverikommissionen att lastbilen var i bra skick och inte var en bidragande orsak till olyckan. Coronern konstaterade att släpvagnen inte var i kördugligt skick på grund av bromsslitage, men menade att trailerdragarens antiblockeringssystem förlängde bromssträckan.

## Plankorsningssäkerheten i Victoria
Vid tiden för olyckan höll Victoria på med ett program att kontrollera de samtliga 3 132 offentliga plankorsningarna som styrs över av delstaten mot Australian Level Crossing Assessment Model, som nyss hade tagits i bruk av delstaten. Avtalet att utföra kontrollerna skrevs oktober 2005 och drygt två månader efter olyckan inträffade hade 2 365 av kontrollerna antingen utförts eller inletts. Resultaten av kontrollerna används av delstaten för att prioritera plankorsningsuppgraderingar i Victoria. Sedan augusti 2009 har Victoria slutat att uppgradera plankorsningar till samma skyddsnivå som var aktuell vid olyckan i Kerang och uppgraderar istället till en högre skyddsnivå där vägskyddsanläggningar utgörs av halvbommar samt ljussignaler.
Varje år mellan 2002 och 2011 inträffade det i genomsnitt 19,7 krockar mellan tåg och vägfordon vid plankorsningar i Victoria och under just 2007 inträffade det 20 sådana krockar. Mellan åren 2008 och 2011 var antalet krockar per år i Victoria 15,25, något lägre än genomsnittet, då det inträffade totalt 61 krockar under perioden. Antalet krocker sett till krockar per miljon tågkm under perioden 2002–2011 var 0,54 krockar per miljon tågkm, medan det inträffade bara 0,44 krockar per miljon tågkm mellan 2008 och 2011. Mellan 15 juli 2009 och 16 mars 2012 var det inga dödsfall i krockar mellan tåg och vägfordon vid plankorsningar i Victoria.